# Unione Sportiva Milanese 1922-1923
Questa pagina raccoglie i dati riguardanti l'Unione Sportiva Milanese nelle competizioni ufficiali della stagione 1922-1923.

## Stagione
A causa della riforma dei campionati, retrocedevano quattro squadre per girone. La U.S. Milanese, classificandosi al decimo e terzultimo posto nel girone C, fu retrocessa per la prima volta in Seconda Divisione. Nel girone d'andata ottenne solo pareggi e sconfitte (l'unica vittoria a tavolino, contro il Brescia, fu annullata e nella ripetizione a giugno arrivò un'ulteriore sconfitta) e la prima vittoria sul campo arrivò solo alla prima di ritorno (5-1 alla Lucchese).
Per giunta, alla vigilia dell'ultima giornata, le quattro sconfitte a tavolino inflitte al Brescia per la posizione irregolare di Ros e Lunghi furono annullate e le partite mandate a ripetere permettendo alle rondinelle di sorpassare in classifica la US Milanese e salvarsi. La classifica fu rivoluzionata anche dall'annullamento e ripetizione di quattro partite del Savona, che permise a Brescia e Lucchese di guadagnare punti rispetto ai meneghini. A causa dei risultati delle ripetizioni la U.S.M. dovette dunque abbandonare il massimo campionato dopo circa un ventennio di permanenza ininterrotta.

## Rosa
| N. |                   | Ruolo | Calciatore               |
| -- | ----------------- | ----- | ------------------------ |
|    | Italia (bandiera) | A     | Maurilio Bianchi         |
|    | Italia (bandiera) | C     | Ugo Bosi                 |
|    | Italia (bandiera) | C     | Alberto Bruciamonti (II) |
|    | Italia (bandiera) | D     | Carmelo Romeo            |
|    | Italia (bandiera) | A     | Edoardo Chieppi          |
|    | Italia (bandiera) | A     | Osvaldo Dagradi          |
|    | Italia (bandiera) | D     | De Giorgi                |
|    | Italia (bandiera) | P     | Mario De Simoni (I)      |
|    | Italia (bandiera) | D     | Natale De Simoni (III)   |
|    | Italia (bandiera) | A     | Angelo Ferrari (I)       |
|    | Italia (bandiera) | A     | Lanzetti                 |
|    | Italia (bandiera) | A     | Maggioni                 |
|    | Italia (bandiera) | A     | Giacomo Olivieri         |

| N. |                   | Ruolo | Calciatore           |
| -- | ----------------- | ----- | -------------------- |
|    | Italia (bandiera) | A     | Paride Pasqualetto   |
|    | Italia (bandiera) | A     | Rinaldo Piazzalunga  |
|    | Italia (bandiera) | D     | Franco Pironi        |
|    | Italia (bandiera) | D     | Amilcare Pizzi       |
|    | Italia (bandiera) | C     | Polo                 |
|    | Italia (bandiera) | D     | Emilio Rech          |
|    | Italia (bandiera) | A     | Arturo Robecchi      |
|    | Italia (bandiera) | C     | Rosa                 |
|    | Italia (bandiera) | P     | Giuseppe Rossoni     |
|    | Italia (bandiera) | C     | Alessandro Scarioni  |
|    | Italia (bandiera) | P     | Vincenzo Soffientini |
|    | Italia (bandiera) | A     | Verga (II)           |
|    | Italia (bandiera) | A     | Giuseppe Veronesi    |

## Risultati

### Prima Divisione

#### Girone C

##### Girone di andata
| Arbitro: | Pinasco (Sestri Ponente) |

|                            |           |  |
| Del Debbio 15’ Pardini 75’ | Marcatori |  |

| Arbitro: | Terzolo (Milano) |

|           |           |                 |
| Tosini 5’ | Marcatori | 43’ Pasqualetto |

| Arbitro: | Tradico (Milano) |

|              |           |             |
| Veronesi 31’ | Marcatori | 60’ Bianchi |

| Arbitro: | Pasquinelli (Bologna) |

|                              |           |                              |
| Pasqualetto 32’ Verga II 90’ | Marcatori | 12’ Migliore 45’ Gariglio II |

| Arbitro: | Vota (Torino) |

|             |           |                |
| Veronesi 4’ | Marcatori | 25’ Chiominato |

| Arbitro: | Venegoni (Legnano) |

|                                   |           |  |
| Bonardi 13’, 28’, 34’ Ratti I 42’ | Marcatori |  |

| Arbitro: | Sanguineti (Genova) |

|  |           |                                           |
|  | Marcatori | 24’ Busini III 46’ Monti II 59’ Monti III |

| Arbitro: | Dani (Genova) |

|                       |           |                                   |
| Roveda 7’ Masetti 17’ | Marcatori | 50’ Olivieri II 65’ (aut.) Savino |

| Arbitro: | Canepa (Savona) |

|              |           |                           |
| Veronesi 20’ | Marcatori | 10’, 60’ Bay II 30’ Banfi |

| Arbitro: | Sani (Ferrara) |

|                        |           |                                    |
| Gianfardoni 14’ (aut.) | Marcatori | 12’ Salviati 32’ (rig.) Meneghetti |

| Arbitro: | Sanguineti (Genova) |

|            |           |                 |
| Veglia 15’ | Marcatori | 18’ Pasqualetto |

##### Girone di ritorno
| Arbitro: | Enrietti (Torino) |

|                                                        |           |                |
| Olivieri II 22’, 31’, 69’ Veronesi 49’ Pasqualetto 66’ | Marcatori | 35’ Moscardini |

| Arbitro: | Mombelli (Casale Monferrato) |

|           |           |                                     |
| Pizzi 89’ | Marcatori | 27’, 54’ (rig.) Cattaneo 84’ Tosini |

| Arbitro: | Canepa (Savona) |

|                                                  |           |  |
| Magnozzi 3’, 75’ Scotti II 44’, 68’ Scazzola 50’ | Marcatori |  |

| Torino 11 marzo 1923 15ª giornata | Pastore                  | 0 – 0 | US Milanese | \| Arbitro: \| Pinasco (Sestri Ponente) \| |
| Arbitro:                          | Pinasco (Sestri Ponente) |       |             |                                            |

| Arbitro: | Gera (Torino) |

|                              |           |                 |
| Cusano 46’ Torriani 68’, 70’ | Marcatori | 18’ Olivieri II |

| Arbitro: | Majani (Torino) |

|                                                     |           |         |
| Scarioni 43’ (rig.) Pasqualetto 65’ Olivieri II 89’ | Marcatori | 80’ Ros |

| Arbitro: | Cattaneo (Milano) |

|                              |           |  |
| Monti III 22’ Busini III 74’ | Marcatori |  |

| Arbitro: | Alfieri (Bologna) |

|                 |           |             |
| Olivieri II 20’ | Marcatori | 75’ Masetti |

| Arbitro: | Sanguineti (Genova) |

|                             |           |  |
| Preti II 3’, 87’ Bay II 71’ | Marcatori |  |

| Arbitro: | Dani (Genova) |

|              |           |  |
| Munerati 55’ | Marcatori |  |

| Arbitro: | Simonini (Novara) |

|                              |           |          |
| Olivieri II 21’ Verga II 78’ | Marcatori | 65’ Gaia |

## Statistiche

### Statistiche di squadra
| Competizione    | Punti | In casa | In casa | In casa | In casa | In casa | In casa | In trasferta | In trasferta | In trasferta | In trasferta | In trasferta | In trasferta | Totale | Totale | Totale | Totale | Totale | Totale | DR  |
| Competizione    | Punti | G       | V       | N       | P       | Gf      | Gs      | G            | V            | N            | P            | Gf           | Gs           | G      | V      | N      | P      | Gf     | Gs     | DR  |
| --------------- | ----- | ------- | ------- | ------- | ------- | ------- | ------- | ------------ | ------------ | ------------ | ------------ | ------------ | ------------ | ------ | ------ | ------ | ------ | ------ | ------ | --- |
| Prima Divisione | 14    | 11      | 3       | 4       | 4       | 18      | 19      | 11           | 0            | 4            | 7            | 5            | 24           | 22     | 3      | 8      | 11     | 23     | 43     | -20 |

### Statistiche dei giocatori
| Giocatore           | Prima Divisione | Prima Divisione |
| Giocatore           | Presenze        | Reti            |
| ------------------- | --------------- | --------------- |
| M. Bianchi          | 2               | 0               |
| U. Bosi             | 10              | 0               |
| A. Bruciamonti (II) | 5               | 0               |
| R. Carmelo          | 15              | 0               |
| E. Chieppi          | 1               | 0               |
| O. Dagradi          | 11              | 0               |
| De Giorgi           | 1               | 0               |
| M. De Simoni (I)    | 2               | -3              |
| N. De Simoni (III)  | 9               | 0               |
| A. Ferrari          | 2               | 0               |
| Lanzetti            | 4               | 0               |
| Maggioni            | 1               | 0               |
| G. Olivieri (II)    | 21              | 8               |
| P. Pasqualetto      | 22              | 5               |
| R. Piazzalunga      | 3               | 0               |
| F. Pironi           | 7               | 0               |
| A. Pizzi            | 17              | 1               |
| Polo                | 13              | 0               |
| E. Rech             | 1               | 0               |
| A. Robecchi         | 22              | 0               |
| Rosa                | 2               | 0               |
| G. Rossoni          | 5               | -8              |
| A. Scarioni         | 20              | 1               |
| V. Soffientini      | 16              | -32             |
| Verga (II)          | 15              | 2               |
| G. Veronesi         | 15              | 4               |